# Sami Turdžeman
Šlomo „Sami“ Turdžeman (hebrejsky שלמה „סמי” תורג׳מן‎; 11. července 1964 v Marrákeši, Maroko) je generálmajor v rezervě Izraelských obranných sil a bývalý velitel jižního velitelství. V minulosti zastával funkce: velitel pozemních sil, velitel obrněného sboru a velitel operačního oddělení na operačním ředitelství armády. V minulosti byl velitelem záložní formace Ohnivý sloup v rámci severního velitelství.

## Životopis
Turdžeman se narodil v marockém Marrákeši. Když mu bylo půl roku, jeho rodina se přestěhovala v rámci alije (židovská imigrace) do Izraele. Vyrůstal v Aškelonu, kde také žil až do roku 2004.
V roce 1982 byl vybrán do Izraelských obranných sil. Většinu své vojenské služby sloužil v obrněném sboru. Sloužil jako tankový velitel u 14. brigády, jako velitel čety u 401. brigády a jako velitel roty u 460. brigády. V roce 1992 byl jmenován velitelem 52. praporu 401. brigády. V roce 1994 byl vybrán jako operační důstojník 162. divize. V roce 1996 působil jako velitel záložní brigády a instruktor ve výcvikovém kurzu pro velitele rot a praporů. V letech 1997–1999 působil na bývalém velitelství pozemních sil.
V letech 1999–2001 působil jako velitel 500. brigády a následně jako velitel výcvikové brigády obrněného sboru. V roce 2003 byl povýšen do hodnosti brigádního generála a byl jmenován velitelem záložní divize severního velitelství. Poté působil jako velitel operačního oddělení na ředitelství armády a od října 2007 do června 2009 byl velitelem formace Ga'aš.
V září 2009 byl povýšen na generálmajora a byl jmenován velitelem obrněného sboru.
V letech 2013–2015 byl velitelem jižního velitelství.
Je absolventem fakulty sociálních věd na Bar-Ilanově univerzitě a Telavivské univerzity.
Je ženatý a má pět dětí.